# Parakysis notialis
Parakysis notialis är en fiskart som beskrevs av Ng och Maurice Kottelat 2003. Parakysis notialis ingår i släktet Parakysis och familjen Akysidae. Inga underarter finns listade i Catalogue of Life.